# Hinata Takeda
Hinata Takeda (武田 日向, Takeda Hinata, morte en janvier 2017) est une dessinatrice japonaise active depuis 2004, surtout connue pour ses séries de bande dessinée Yaeka no Carte (ja) et Ikoku Meiro no Croisée et ses illustrations du light novel Gosick.